# Horse Guards Parade
Horse Guards Parade je velké přehlídkové prostranství ve Whitehallu v centru Londýna. Původně šlo o kolbiště Whitehallského paláce, kde se v době Jindřicha VIII. konaly rytířské turnaje. Bylo také místem každoročních oslav narozenin Alžběty I.
Tato oblast byla používána pro vojenské přehlídky a jiné reprezentativní události od 17. století. Každý rok se zde odehrává velkolepá přehlídka na oslavu královniných narozenin - Trooping the Colour.
Na konci 20. století se toto prostranství začalo používat na méně okázalé příležitosti, jako parkoviště pro státní zaměstnance. Po teroristickém útoku IRA 7. února 1991, který byl způsoben výbuchem bomby v zaparkovaném dodávkovém automobilu, bylo parkování zrušeno.
Přehlídkové prostranství je na západní straně otevřeno do Horse Guards Road a St. James's Parku. Na severu je ohraničeno budovami Old Admiralty a Admiralty Citadel, na východě budovou Horse Guards - bývalým velitelstvím Britské armády a na jihu HM Treasury a zadní stěnou Downing Street číslo 10 - oficiálním sídlem předsedy britské vlády. Vstup do této části Horse Guards Parade je nyní z bezpečnostních důvodů zakázán.
Přehlídkové prostranství je lemováno množstvím památníků a trofejí, včetně soch polních maršálů Kitchenera, Robertse a Wolseleyho, tureckého děla vyrobeného v roce 1542, které bylo ukořistěno v roce 1801 v Egyptě a Kádizského památníku.
V době konání Letních olympijských her 2012 má být Horse Guards Parade místem konání soutěží plážového volejbalu. Mají zde být vybudována dvě hřiště a stejně jako při oslavách Trooping the Colour dočasná hlediště s kapacitou pro 5 000 a 12 000 diváků.